# Macroceromys tenthredinoides
Macroceromys tenthredinoides is een vliegensoort uit de familie van de Xylomyidae. De wetenschappelijke naam van de soort is voor het eerst geldig gepubliceerd in 1867 door Wulp.